# Gabriel Herman
Gabriel Herman (în ebraică Gavriel Herman, n. 10 mai 1947, Târgu Mureș) este un istoric israelian, originar din România, care s-a distins prin cercetările istoriei antice greco- romane.
El este profesor la Universitatea Ebraică din Ierusalim și membru al lui Darwin College și al Clare Hall din Cambridge.

## Date biografice
Gabriel Herman s-a născut în 1947 într-o familie evreiască din Târgu Mureș în Transilvania.
El a emigrat ca tânăr adolescent în Israel, făcând studii liceale și bacalaureatul la liceul „Kugel” din orașul Holon. Apoi a făcut serviciul militar pe care l-a terminat cu gradul de locotenent de infanterie. Ulterior a fost avansat la gradul de căpitan în cadrul forțelor de rezervă.
În anul 1974 a luat licența în studii clasice, iar în 1976 masteratul în acelaș domeniu la Universitatea Ebraică din Ierusalim. Teza de master, concepută sub îndrumarea profesorilor Alexander Fuchs și Moshe Amit, s-a ocupat de imperiul atenian în secolul al V lea î.e.n.
În continuare, fiind un student eminent, Herman a fost trimis pentru continuarea studiilor de doctorat, la Universitatea Cambridge, unde a studiat sub îndrumarea lui Sir Moses Finley.
Teza de doctorat, susținută în anul 1985 s-a ocupat de „Ritualuri de prietenie și cetatea greacă” (Ritualised Friendship and the Greek City).
Gabriel Herman predă din anul 1978 la Universitatea din Ierusalim, unde în anul 1990 a devenit conferențiar, iar în 1997 profesor. În ani sabatici a lucrat ca cercetător la Churchill College din Cambridge, la Institutul de Studii Avansate de la Princeton, la Școala Practică de Înalte Studii din Paris, la Fundația Hardt din Geneva și la Universitatea Wisconsin din Madison.
Gabriel Herman este căsătorit cu Ora Herman, redactoare de știri la radiodifuziunea israeliană, și are trei copii.

## Cărți
- Ritualised Friendship and the Greek City, 1987, 212 pp. Cambridge University Press: Cambridge (reprinted 1989; paperback 2002).(Ritualuri de prietenie și cetatea greacă)
- Morality and Behaviour in Democratic Athens, A Social History, 2006, 472 pp., Cambridge University Press: Cambridge (paperback 2009). (Morala și comportament în Atena democratică)

colective, sub redacția sa:
- împreună cu Israel Shatzman Greeks between East and West. Essays in Memory of David Asheri, 2007, 204 pp., The Israel Academy of Sciences and Humanities: Jerusalem.

(Grecii între Orient și Occident. Eseuri în memoria lui David Asheri, Ierusalim 2007 
- Stability and Crisis in the Athenian Democracy (Historia Einzelschriften, forthcoming).

(Stabilitate și criză în democrația ateniană)
A tradus și îngrijit ediția ebraică a cărții lui Sir Moses Finley, Lumea lui Odiseus.